# Парк имени Первого Президента Республики Казахстан (Алма-Ата)
Парк имени Первого Президента Республики Казахстан — дендропарк в городе Алматы, расположен на пересечении улицы Навои и проспекта Аль-Фараби в Бостандыкском районе. Парк открыт с июля 2010 года.
Парк назван в честь первого президента Казахстана Нурсултана Назарбаева.

## История и основные характеристики

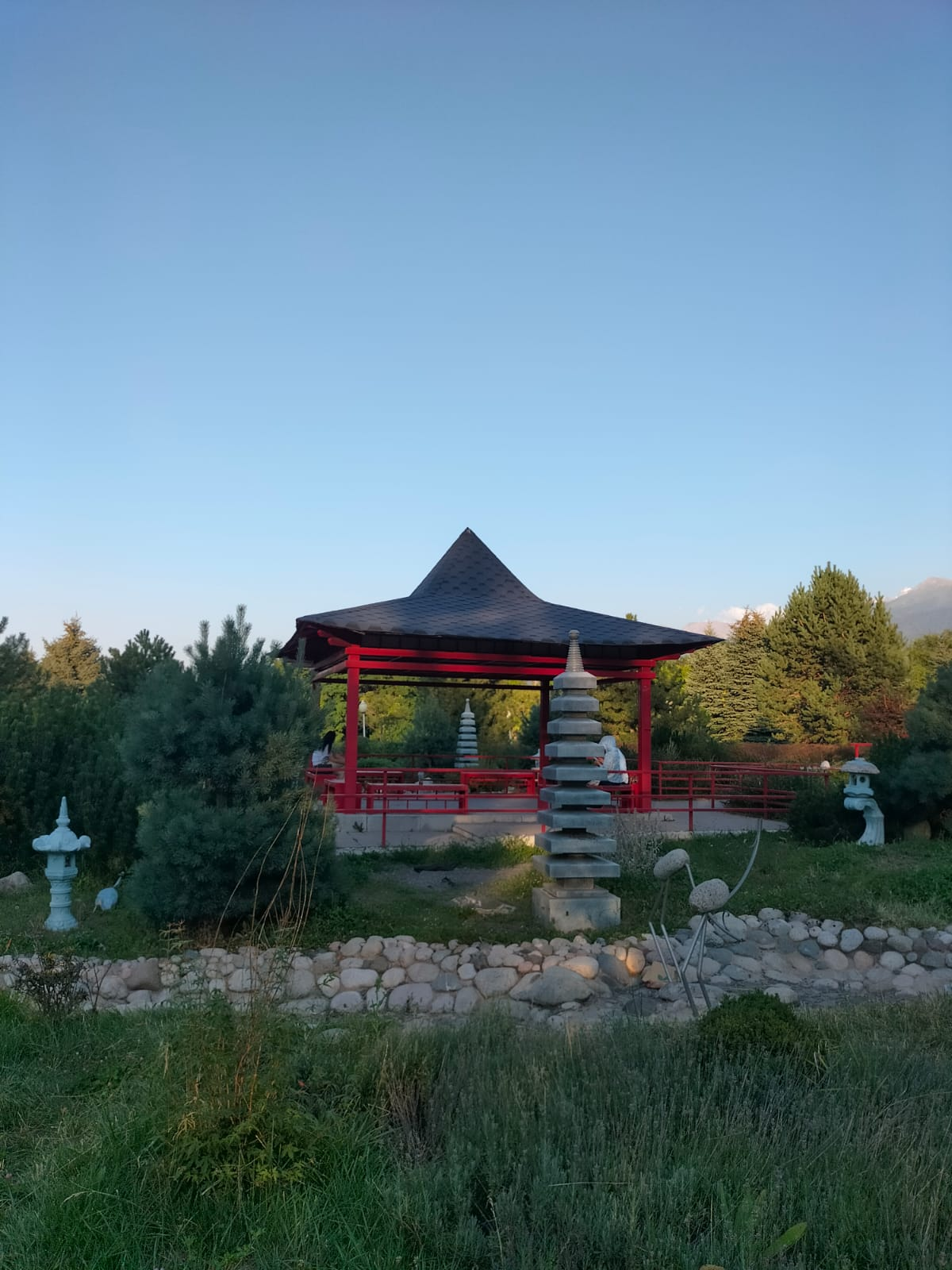
Японский сад, 2024 год

Парк основан на одном из участков выше проспекта Аль-Фараби, где когда-то располагались земли бывших яблоневых садов апорта. В распадом СССР в предгорьях Алма-Аты (на тот момент земли Алма-Атинской области) государственные совхозы были ликвидированы, земли и сады заброшены. В середине 1990-х годов обширные площади земель яблоневых садов были выведены из государственной собственности и проданы в частные руки за бесценок под застройку. Обширные земли бывших яблоневых садов были поделены на несколько участков. На участке будущего парка одной из компаний-владельцев планировалось строительство элитного коттеджного городка Crystal Air Village, но в 2000-м году договор купли-продажи земли был расторгнут, и им так и не удалось построить городок на этом участке. На высоком уровне было принято решение о создании на данном участке нового алма-атинского парка, изначально он назвался парк «21-век».
К созданию парка приступили в 2001 году. В первую очередь были разбиты основные элементы дендропарка — аллеи, бульвары, дендрологические участки. Согласно дендрологическому плану были посажены зелёные насаждения. По периметру парка были высажены тополя, внутри парка вязы, дубы, боярышники и каштаны. Также на территории парка в 2001 году президентом Нурсултаном Назарбаевым был лично посажен дуб.
На главном входе в парк была построена входная группа с пропилеями, а сразу за входной группой был построен фонтан. В верхней части построена смотровая площадка, которая расположена на искусственно созданной возвышенности высотой приблизительно 12 метров.
Комплекс фонтанов состоит из пяти чаш, расположенных на разных уровнях. Высота центрального фонтана — 30 метров. В центральной части расположена скульптура короны с медальонами знаков «Зодиака».
Долгое время территория парка была закрытой. Для посетителей парк был открыт в июле 2011 года.
В 2008 году в честь участия города в эстафете олимпийского огня «Пекин 2008», посажено более ста именных берёз и елей. 
2011 год — Произведена посадка 100 тянь-шаньских елей.
11 ноября 2011 года состоялось открытие монументально-скульптурной композиции «Казахстан», посвящённой 20-летию независимости республики. Памятник изготовлен в виде беркута из бронзы, гранита и мрамора. В центре памятника изображена фигура Первого Президента, а на крыльях беркута — символы Алма-Аты и Астаны. Памятник изобилует образами значимых архитектурных и исторических объектов Казахстана.
В 2013 году проведён текущий ремонт входной группы парка на сумму 34 млн тенге, а также проведены работы по текущему ремонту сетей электроснабжений парка на сумму 18 105 000 тенге.
В 2014 году произведены работы: 1)по текущему ремонту территории парка стоимостью 31,160 млн. тенге; 2)по текущему ремонту оросительного канала М-1 проходящего по территории парка стоимостью 40 млн. тенге; 3)по текущему ремонту входной группы парка стоимостью 71,250 млн. тенге; 4)пробурены скважины стоимостью 60 млн. тенге; 5)создана ландшафтная композиция «Жеті қазына» стоимостью 36,144 млн. тенге.
На территории парка высажено более 11 тысяч деревьев и кустарников.
2015 год — Открытие «Японского сада». 
2016 год — Открытие топиарного сада.
Вокруг территории парка расположены 3 парковочные зоны: со стороны улицы Садыкова, проспекта Аль-Фараби и улицы Дулати.

## Площадь парка
Изначально общая площадь парка составляла 61,4471 га. В ноябре 2008 года от парка было отчужден участок земли площадью 7,5917 га (кадастровый номер 20-313-021-601) с целевым назначением для строительства и эксплуатации теннисных кортов, данный участок так и не был огорожен и пока что формально находится на территории парка. Официально закрепленная за парком территория сегодня по кадастру оценивается в 53,8554 га (кадастровый номер 20-313-021-652).

## Фестивали
Парк место проведения различных мероприятий, таких как: «Алматы – город цветов», «Карнавал кукол», «Фестиваль яблок» и спортивные марафоны.